# Elguja Khokrishvili
Elguja Khokrishvili (georgisch ელგუჯა ხოკრიშვილი Elgudscha Chokrischwili); (* 24. Mai 1973 in Tbilissi) ist ein georgischer Wissenschaftler. Seit dem Frühjahr 2018 ist er Botschafter seines Landes in der Bundesrepublik Deutschland und Leiter der Botschaft in Berlin.

## Ausbildung und Karriere
Nach dem Schulbesuch in seinem Heimatland ging Khokrishvili nach Deutschland und studierte an der Universität Potsdam Volkswirtschaftslehre. Hier machte er 1998–2002 seinen Bachelor, schloss aber sofort ein Hochschulstudium an der gleichen Lehranstalt an, für dessen Abschluss er im Jahr 2004 den Master of Business and Economics erwarb. Nach dem Studium wurde Elguja Khokrishvili in dieser Einrichtung wissenschaftlicher Mitarbeiter und Doktorand am Lehrstuhl für Finanzwissenschaft. Im Jahr 2008 promovierte er hier zum Doktor der Wirtschafts- und Sozialwissenschaften mit dem Thema „Good Taxation und die Neukonzeption der Einkommens- und Gewinnbesteuerung in Georgien“. Danach wurde er Projektkoordinator für mehrere Projekte – noch immer an der Uni Potsdam –, unter anderem zu den Themen: „Reform des Steuerreformsystems: Nachhaltige Steuerpolitik in Georgien“ sowie „Kapitalmärkte, Bankwesen und öffentlicher Sektor – Erfahrungsaustausch von Politik für Transformationsländer“.
Anfang der 2010er Jahre übernahm Elguja Khokrishvili wissenschaftliche Aufgaben im Bereich Makroökonomie an der Freien Universität Berlin. Kurzzeitig hatte er eine Gastdozentur an der Staatlichen Ilia-Universität in Tiflis inne.
Ab 2012 übernahm Khokrishvili leitende Ämter und Ministerposten in Georgien, zum Beispiel Leiter des Municipal Development Fund of Georgia (MDF) („Kommunaler Entwicklungsfonds von Georgien“), Minister für Regionale Entwicklung und Infrastruktur 2012–2014; Minister für Umwelt und Schutz natürlicher Ressourcen in Georgien 2014.
Er wurde als Diplomat in die Botschaft von Georgien in der Bundesrepublik Deutschland entsandt, wo Khokrishvili zunächst ab 2015 als I. Botschaftsrat (2015) tätig war, bis er im Januar 2018 zum Botschafter designiert wurde.  Die Funktion des außerordentlichen und bevollmächtigten Botschafters von Georgien in der BRD nimmt Elguja Khokrishvili seit März 2018 wahr. Er beherrscht die Fremdsprachen Russisch, Deutsch und Englisch und hat bereits mehr als 15 Veröffentlichungen getätigt, unter anderem Monographien, Kommentare und Lehrbücher auf Georgisch, Deutsch und Englisch.
Khokrishvili ist verheiratet, hat einen Sohn und lebt mit seiner Familie in Berlin.

## Veröffentlichungen (Auswahl)
- (zusammen mit Tanja Kirn) Will an asymmetrical system of fiscal decentralisation resolve the conflicts in the republic of Georgia? Finanzwissenschaftliche Diskussionsbeiträge: Special series G, Arbeitspapiere des Deutsch-Georgischen Arbeitskreises für Finanz- und Sozialpolitik G-9, Universität Potsdam, Wirtschafts- und Sozialwissenschaftliche Fakultät. 2008.
- Das georgische Steuersystem im Transformationsprozess, Finanzwissenschaftliche Diskussionsbeiträge: Special series MG, Arbeitspapiere des Deutsch-Georgischen Arbeitskreises für Finanz- und Sozialpolitik G-4, Universität Potsdam, Wirtschafts- und Sozialwissenschaftliche Fakultät. 2007.[6]
- Fiscal Decentralisation in the Autonomous Republic of Adjara. (In: Hans-Georg Petersen, Simon Gelaschwili: Nachhaltige Finanz- und Sozialpolitik in Georgien: Arbeitspapiere des Deutsch-Georgischen Arbeitskreises für Finanz- und Sozialpolitik). Universitätsverlag Potsdam, 2008.
- zusammen mit T. Tordinava, G. Kuparadze, N. Daghelishvili, M. Dzagania: EU. Integration Issues; Visegrad Countries and the South Caucasus.[7]